# 카르멘 페다루
카르멘 페다루(에스토니아어: Karmen Pedaru, 1990년 5월 10일 ~ )는 에스토니아의 모델이다.